# Горрис, Пол
Пол Горрис (англ. Paul Gorries; род. 28 февраля 1981, Кейптаун) — южноафриканский легкоатлет, специалист по бегу на короткие дистанции. Выступал на профессиональном уровне в 1998—2012 годах, обладатель серебряной медали Игр Содружества, двукратный серебряный призёр чемпионата Африки, чемпион мира среди юниоров, многократный победитель первенств ЮАР в спринтерских дисциплинах.

## Биография
Пол Горрис родился 28 февраля 1981 года в Кейптауне.
Первого серьёзного успеха на международном уровне добился в сезоне 1998 года, когда вошёл в состав южноафриканской сборной и выступил на юношеском африканском первенстве в Претории, где в зачёте бега на 200 метров выиграл серебряную медаль. Позднее представлял ЮАР на Всемирных юношеских играх в Москве, став победителем в дисциплине 100 метров и серебряным призёром в дисциплине 200 метров.
В 1999 году на юниорском африканском первенстве в Тунисе одержал победу сразу в трёх дисциплинах: 200 метров, эстафета 4×100 метров, эстафета 4×400 метров. Бежал 200 метров на чемпионате мира в Севилье и на домашних Всеафриканских играх в Йоханнесбурге.
В 2000 году в беге на 200 метров превзошёл всех соперников на юниорском мировом первенстве в Сантьяго.
На чемпионате мира 2003 года в Париже стартовал в беге на 400 метров и эстафете 4×400 метров — в обеих дисциплинах не смог пройти дальше предварительного квалификационного этапа.
В 2006 году на Играх Содружества в Мельбурне стал седьмым в 400-метровом беге и вторым в эстафете 4×400 метров. В тех же дисциплинах завоевал серебряные медали на чемпионате Африки в Бамбусе. Был третьим на Мемориале братьев Знаменских в Жуковском и на Кубке мира в Афинах.
В 2007 году бежал 400 метров и эстафету 4×400 метров на Всеафриканских играх в Алжире.
Завершил спортивную карьеру по окончании сезона 2012 года.